# Bishunpur (Kapilvastu)
Bishunpur (nepalski: बिष्णुपुर) – gaun wikas samiti w zachodniej części Nepalu w strefie Lumbini w dystrykcie Kapilvastu. Według nepalskiego spisu powszechnego z 2001 roku liczył on 546 gospodarstw domowych i 3745 mieszkańców (1759 kobiet i 1986 mężczyzn).